# 西芳照
西 芳照（にし よしてる、1962年1月23日 - ）は、日本の料理人（シェフ）。福島県南相馬市出身。
サッカー日本代表の専属シェフを永年勤めてきたことで知られる。

## 来歴
福島県立原町高等学校卒業後、大学受験に失敗し東京で予備校に通ううち、友人に頼まれて居酒屋でアルバイトをしているときに料理の楽しさに目覚める。「京懐石よこい」に入社し5年間修行。東京の懐石料理店の総料理長を任される。
1997年、故郷に近い双葉郡楢葉町にサッカーのナショナルトレーニングセンター「Jヴィレッジ」が出来ると聞くと、「自然の中で子供を育てたい」との思いから帰郷を決意。同施設のフードサービス業務を手がけるエームサービスに入社。「Jヴィレッジ事業所」配属となり、施設内のレストラン「アルパインローズ」で勤務、1999年には総料理長に就任し、サッカー選手の栄養管理を考えた料理に取り組むようになる。
2004年3月、日本サッカー協会 (JFA) から2006 FIFAワールドカップアジア2次予選のシンガポール戦に臨むサッカー日本代表の遠征にシェフとして帯同してほしいとの依頼を受ける。直前にアテネオリンピックアジア最終予選の行われたアラブ首長国連邦でU-23日本代表のメンバーが集団食中毒に罹患したことがきっかけであった。これ以降、日本代表の遠征時はエームサービスからの派遣という形でチームに帯同し、それ以外の日はJヴィレッジの「アルパインローズ」で働くという日々が続いた。
2011年3月、Jヴィレッジ内で東日本大震災に被災。福島第一原子力発電所事故に伴う避難指示もあって東京に一時避難し本社事業部で勤務するも、「被災した地元のために何かしたい」との思いからエームサービスを同年6月で退社。9月には原発事故の対応拠点となっていたJヴィレッジ内に喫茶店「ハーフタイム」を開いて福島での仕事を再開する一方、11月には株式会社DREAM24を設立して、広野町の二ツ沼総合公園内にある「ふるさと広野館」を借り受けてレストラン「アルパインローズ」を開業。エームサービスは退社したが、JFAの要望もあって、サッカー日本代表の遠征には引き続き専属シェフとして帯同した。
2016年3月に広野町のイオン広野店併設「ひろのてらす」内にフードコート「くっちぃーな」を開業。2018年2月に「アルパインローズ」を閉店し、同年10月にいわき市にあるいわきFCの活動拠点兼商業施設「いわきFCパーク」内にレストラン「NISHI's KITCHEN」をオープンさせる。レストラン2店舗の営業を続けながら日本代表の帯同を続け、2022年カタール大会まで5大会連続でFIFAワールドカップ日本代表の専属シェフとしてチームに帯同した。同大会で日本が敗退後、Twitterで日本代表専属シェフから勇退したことを明らかにした。但し、以後もJリーグクラブからのオファーに応じて各クラブの海外遠征に帯同したり、オーストラリアとニュージーランドで開催されている2023 FIFA女子ワールドカップになでしこジャパン専属シェフとして帯同するなど、引き続きサッカーとの関係は継続している。
更には、上記の手腕を見込んだ日本ラグビーフットボール協会 (JRFU) から2023年にフランスで開催されるラグビーワールドカップの日本代表への帯同を要請され、「培った経験が少しでも役に立つなら」とこれを快諾した。
2024年6月、教育出版は2025年度から使用予定の中学3年生用の英語教科書において、西を起用することを発表した。これを巡っては当初はロサンゼルス・ドジャース選手の大谷翔平の通訳だった水原一平を起用する予定だったが、水原の賭博事件発覚を受けて、文部科学省の承認を経た上で記述・内容の変更を行った。
なお、いわきFCパークの「Nishi's KITCHEN」は2021年2月に閉店し、翌3月に鹿島ショッピングセンターエブリア内に移転オープンするが、2024年1月5日をもって閉店した。同年8月に道の駅なみえ内の「フードテラスかなで」の総料理長に就任するとともに、日本各地にキッチンカーを走らせイベント等で移動販売を行っている。

## 挿話
- 中学校時代は剣道部、高校時代は山岳部に所属するなどスポーツは好きだったが、Jヴィレッジで働き始めるまではサッカーとは無縁だった[22]。Jヴィレッジ開業時も「楢葉町にホテルが出来るらしい」と思っており、Jヴィレッジがサッカーのナショナルトレーニングセンターだとは思っていなかったという[4]。
- 日本代表では選手個人が食事管理できるようにビュッフェスタイルで提供されるが、日本代表に帯同する以前はあらかじめ用意しておいた料理が冷めてしまい選手が残していたと聞き、西は料理の一部を提供直前に仕上げて暖かい状態で提供する「ライブクッキング」のスタイルを取り入れている[5]。
- 日本代表の夕食のメインディッシュは、試合3日前はハンバーグ、2日前は銀だらの西京焼き、試合前日はウナギの蒲焼、そして試合当日（試合後）はカレーというのが決まったローテーションになっているという[23][24]。このルーティンを崩すと選手からクレームが来ることもあるという[4]。
- 広野町での「アルパインローズ」の経営は困難を極めたが、元日本代表監督の岡田武史が2013年末に日本代表スタッフを連れて訪れ忘年会を開いたりするなど、サッカーファンに支えられたところが大きいという[6]。

### 注記
1. ↑  同年7月にJヴィレッジ内に「アルパインローズ」が再オープンしているが、運営会社が西洋フード・コンパスグループに変わり、西は運営に携わっていない。ただし、メニューの監修には携わっているという[9]。